# Рис посівний
Для посилання на рід Oryza див. рис (рід), для опису культурних сортів та видів рису і його культивації див. рис.
Рис сійний, рис посівний (Oryza sativa L.) — рослина родини тонконогових (злакових), найпоширеніший культиген рису і одна з найдавніших і найпоширеніших продовольчих культур світу. Розповсюджена головним чином у тропіках і субтропіках південно-східної Азії, де становить основний продукт харчування.

## Будова
Це однорічна трав'яниста рослина, що достигає 1–1,8 м заввишки, іноді більше, з довгими стрункими листами 50–100 см завдовжки і 2–2,5 см завширшки. Маленькі квітки, що запилюються вітром, розташовані на розгалуженому суцвітті 30–50 см завдовжки. Насіння — зерно (зернівка) 5–12 мм завдовжки і 2–3 мм завтовшки.

## Практичне використання

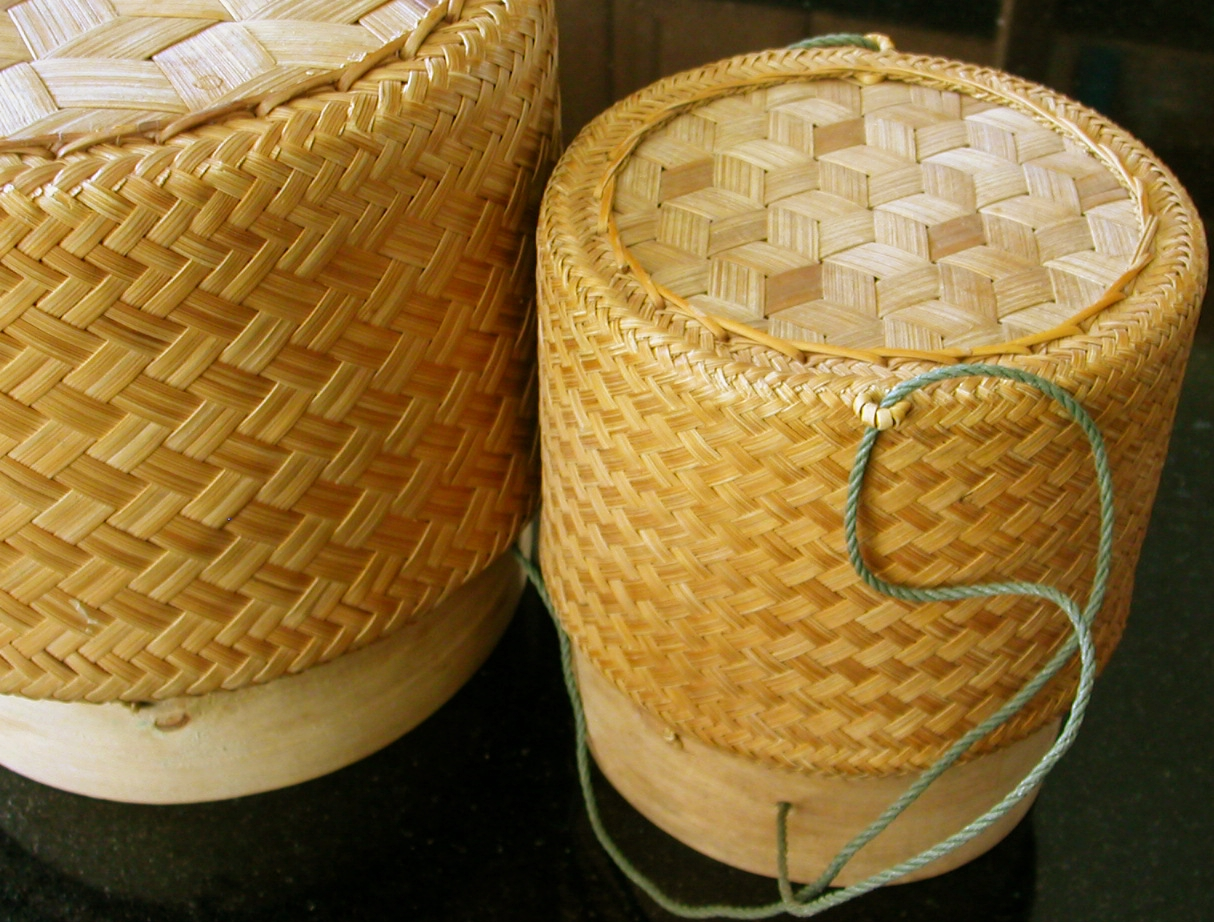
Лаоський рисовий кошик

Популярний в Південно-східній Азії різновид рису. Через свою здатність триматися разом з нього виготовляють суші. Містить велику кількість цукру і крохмалю, відповідно має високу енергетичну цінність. В Лаосі та Ісаані липкий рис — основа харчування. Подається до столу у бамбукових коробочках-кошиках. Рис їдять руками, скочуючи кульки, вмокають у інші страви (ям, салат).
З липкого рису виробляють тайське рисове вино — сато.
У 1999 році в Федеральній вищій технічній школі Цюриха почалися експерименти з генної модифікації рису, в результаті яких науковці вивели «золотий рис», що здатен синтезувати бета-каротин.

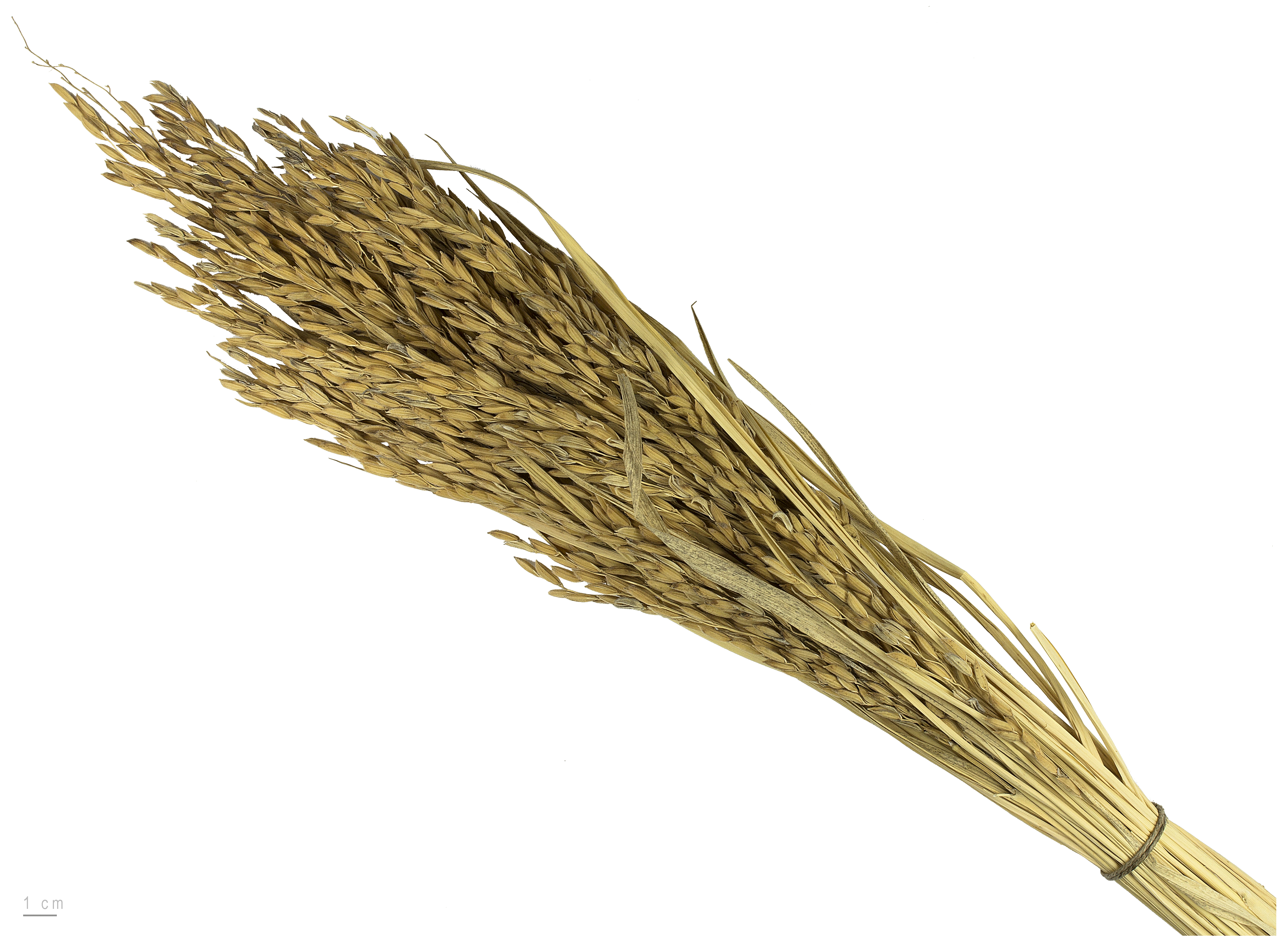
Oryza sativa — Тулузький музей

## Див також
- Клейкий рис